# Belluaire (Gérôme)
Pour les articles homonymes, voir Belluaire.
Belluaire également appelée Plaudite Cives est une sculpture en bronze de 1898 de l’artiste français Jean-Léon Gérôme. Elle est conservée au musée Jean-Léon Gérôme de Vesoul.
L'œuvre a été achetée avec l’aide du Fonds régional d’acquisition des musées en 1983.
La sculpture représente un dompteur ainsi qu'un lion s'inclinant devant lui,.
Les mots latins "plaudite cives" (les citoyens applaudissent) sont inscrits dans un cartouche sur le socle. 